# Doce uvas

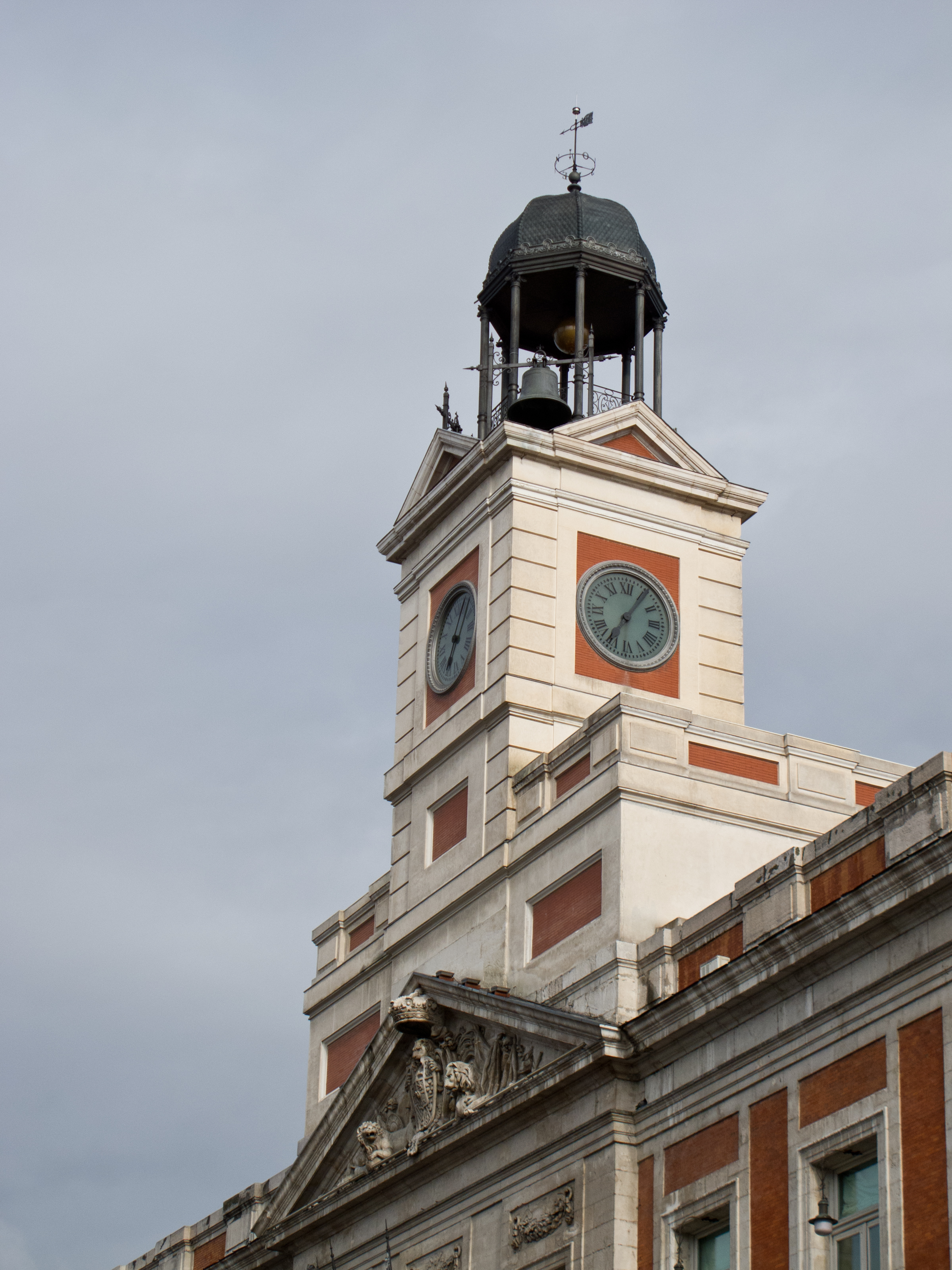
El Reloj de Gobernación en la Puerta del Sol, Madrid.

Las doce uvas de la suerte es una tradición española que consiste en comerse doce uvas a las 00:00:00 del 1 de enero.
Las doce uvas datan de al menos 1895, pero se establecieron en 1909. Según una teoría, en diciembre de dicho año, algunos viticultores alicantinos popularizaron esta costumbre para vender mejor gran cantidad de uvas de una excelente cosecha. Según la tradición, comer las doce uvas conduce a un año de buena suerte y prosperidad. En algunas áreas, se cree que aleja a las brujas y el mal general, aunque esta «magia» es tratada como un legado antiguo, y en la actualidad se ve como una tradición cultural para dar la bienvenida al año nuevo.
Hay dos lugares principales donde la gente se reúne para comer las uvas: en casa con la familia después de la cena de Nochevieja o en las principales plazas del país, siendo la Puerta del Sol de Madrid el lugar más famoso para hacerlo y donde comenzó esta tradición.

## Historia

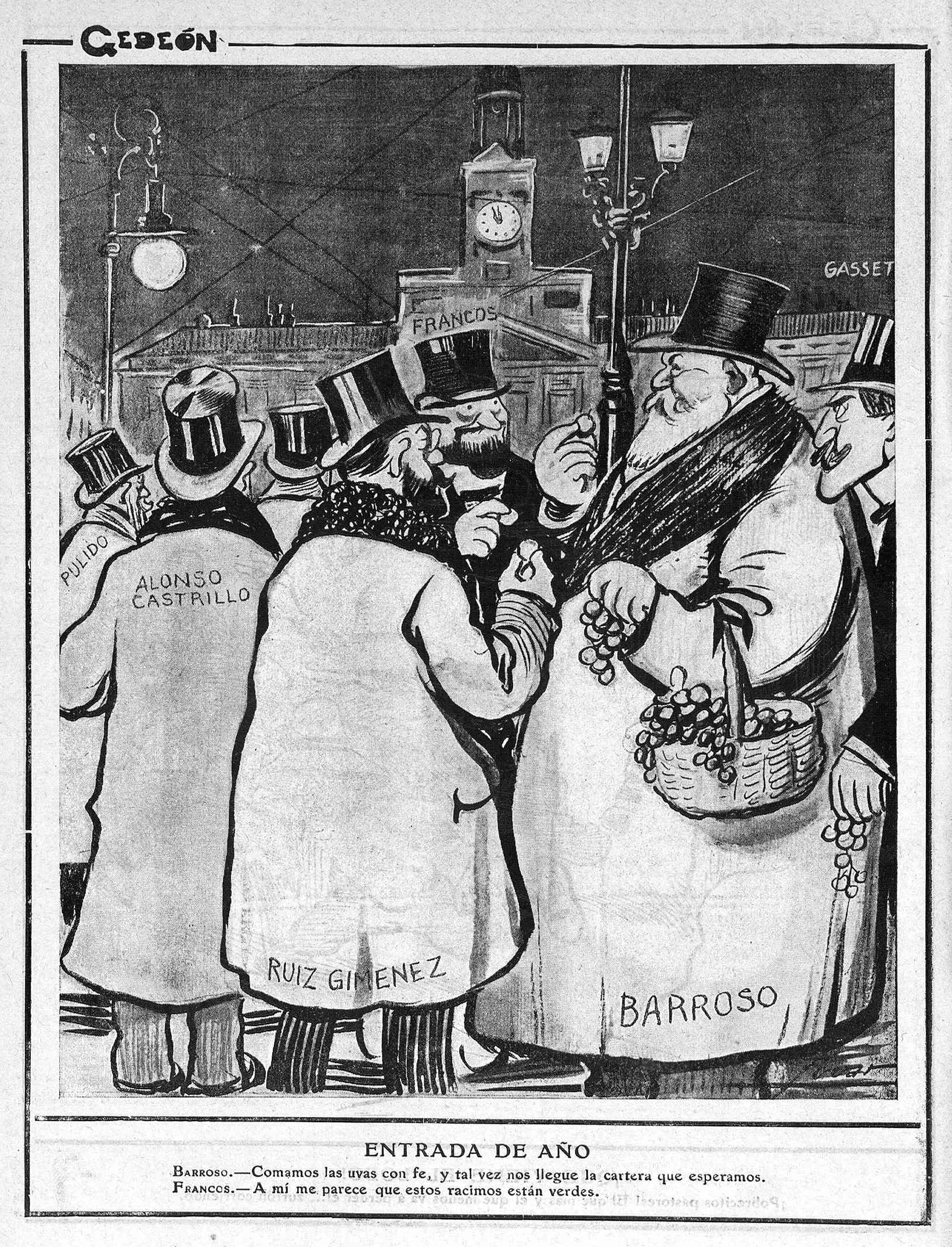
Caricatura del 1 de enero de 1911 con varios políticos comiendo las uvas en la Puerta del Sol

El 2 de enero de 1894, El Siglo Futuro incluyó un artículo del día anterior de El Imparcial titulado «Las uvas bienhechoras», en el que se habla de la costumbre «importada de Francia, pero ha adquirido entre nosotros carta de naturaleza». El mismo día, en El Correo Militar se podía leer: «La imperecedera costumbre de comer las uvas al oír sonar la primera campanada de las doce, tenía reunidas en fraternal coloquio á infinidad de familias, y todos á coro gritaron: ¡Un año más!».
En la Nochevieja de 1895 aparece una referencia escrita sobre las doce uvas, que simbolizaban los doce meses del año. En esa fecha fue el Presidente del Consejo de Ministros quien despidió el año 1895 con uvas y champán.
La tradición de comer las uvas tiene un precedente: un bando municipal del alcalde de Madrid, José Abascal y Carredano, de diciembre de 1882, por el que se imponía una cuota de 1 duro (cinco pesetas) a todos los que quisieran salir a recibir a los Reyes Magos. Esta tradición servía para ridiculizar a algunos forasteros que llegaban esos días y a quienes se les hacía creer que había que ir a buscar a los Reyes Magos la madrugada del 5 de enero; se utilizaba, además, para beber y hacer cuanto ruido se quisiera. Con este bando, José Abascal privó a los madrileños de la posibilidad de disfrutar de un día de fiesta en donde se permitiese casi todo. Esto, junto a la costumbre de las familias acomodadas de tomar uvas y champán en la cena de Nochevieja, provocó que un grupo de madrileños decidieran ironizar la costumbre burguesa, acudiendo a la Puerta del Sol a tomar las uvas al son de las campanadas. Estos son los antecedentes que dieron lugar a esta costumbre.
La prensa madrileña ya comentaba en enero de 1897.

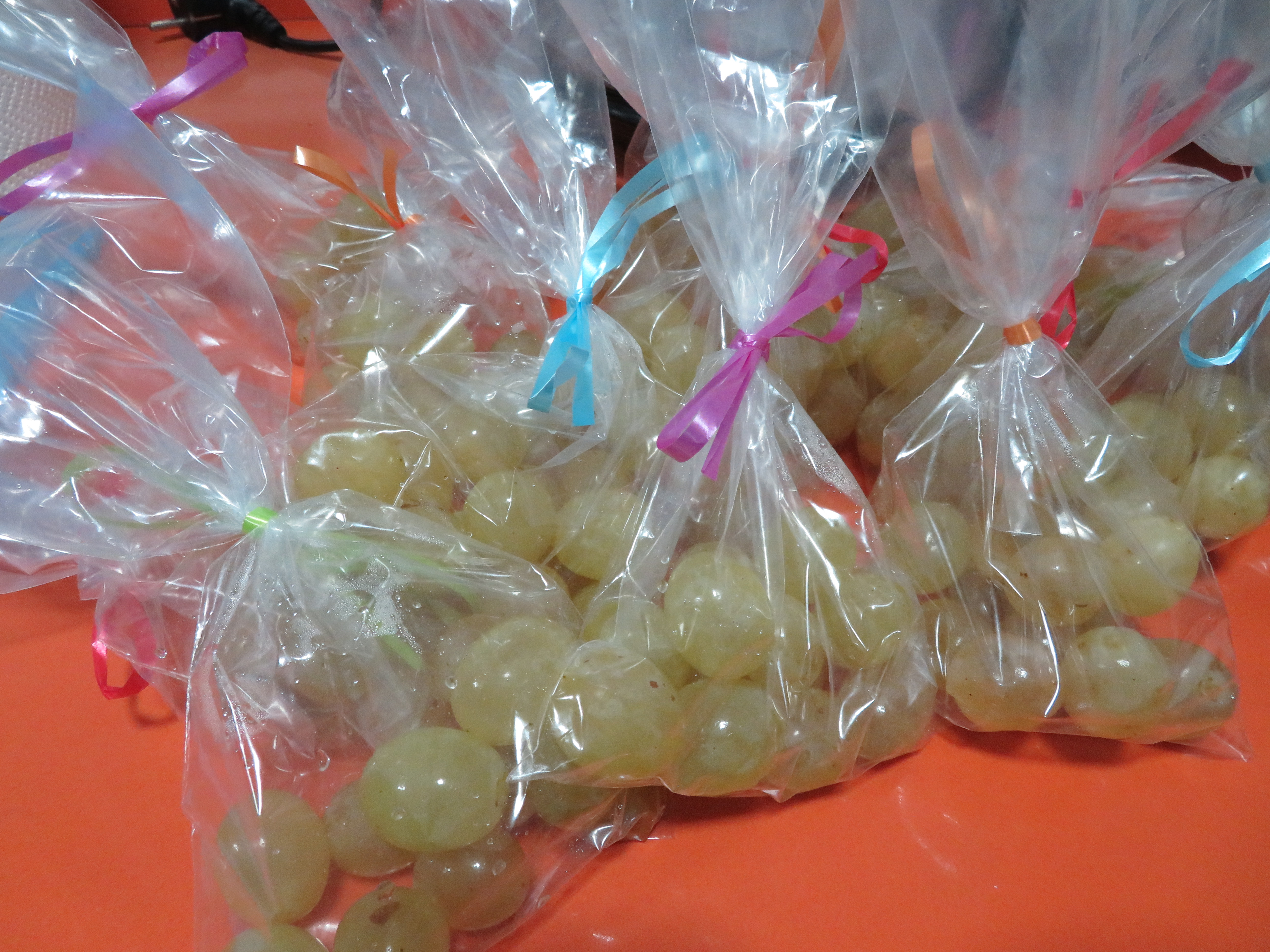
Las 12 uvas de Nochevieja. Las uvas de la suerte (España).

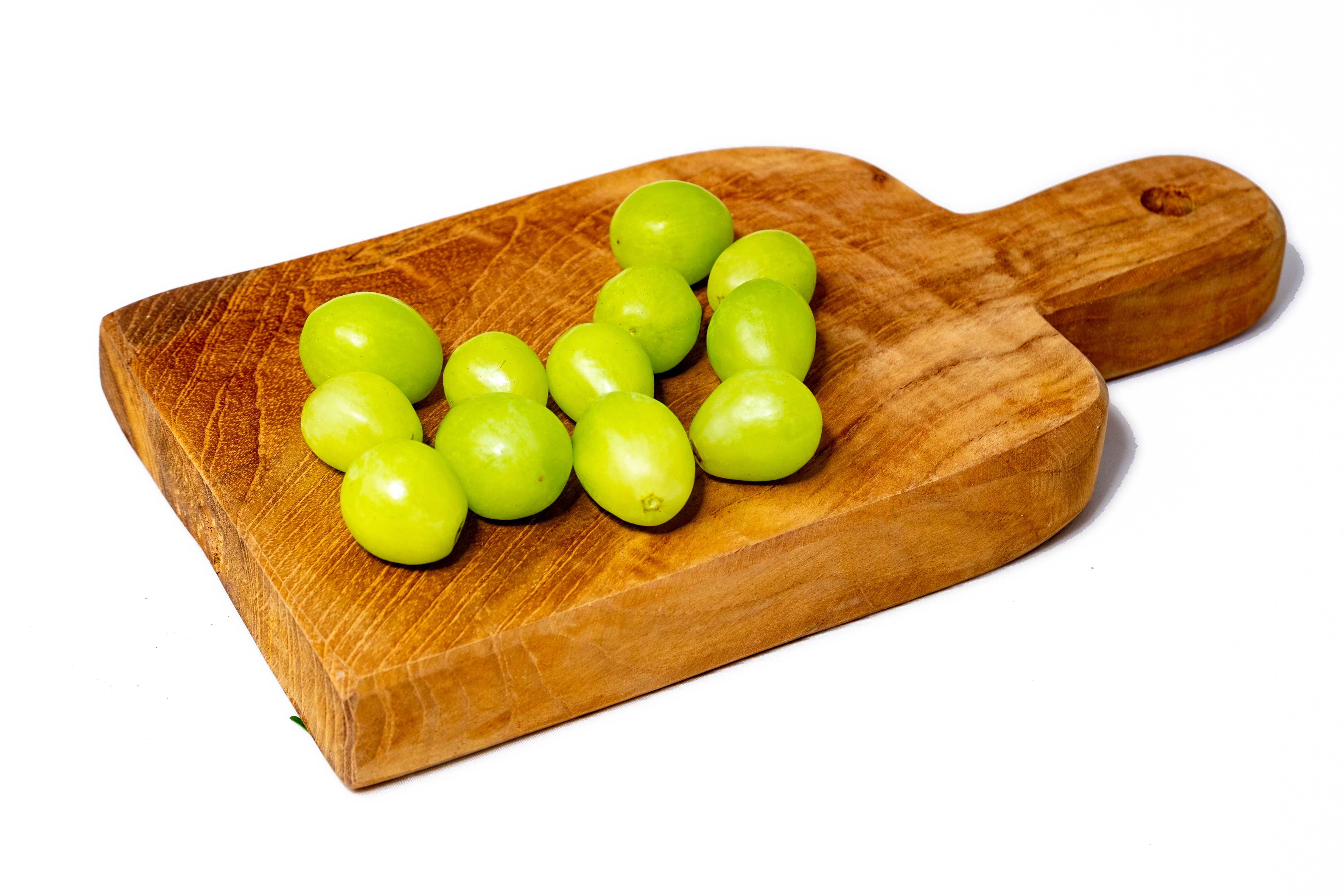
Doce uvas en un tablero

La tradición marca tomar las doce uvas a los pies del reloj de la Puerta del Sol, pero esta tradición provocó tanto interés que ya en 1903 las uvas también se comían en Santa Cruz de Tenerife y poco a poco se fue ampliando al resto de España. La prensa de 1907 se queja de que esta tradición, supuestamente importada por los aristócratas de Francia o Alemania, se haya arraigado tanto en la sociedad y la clase más baja la haya adoptado cuando en sus primeros años se burlaba de esto. Esta tradición ya se conoce en toda España en 1903, aunque no será hasta años después cuando se extienda a todo el territorio nacional. La tradición, aunque documentada desde diciembre de 1897, algunos la retraen a 1880, pero sentando en diciembre de 1896.
Otra teoría es que en 1909 los agricultores de Alicante, encontrándose en ese año con excedente de uva y con objeto de sacar al mercado la producción, lograron popularizar la costumbre y darle el impulso definitivo que, desde entonces, acabaría por convertirla en consolidada tradición. 
Hecho insólito y destacado en la historia de las campanadas fue la situación vivida en la Nochevieja de 2020, cuando con motivo de las medidas de distanciamiento social adoptadas a consecuencia de la pandemia de COVID-19, quedó cerrado el acceso al público a la Puerta del Sol. Las campanadas sonaron en la plaza sin más presencia humana que la del artista Nacho Cano, acompañando al piano a la cantante KUVE  que interpretó el tema Un año más, en homenaje a los fallecidos a consecuencia de la enfermedad.

## Uvas

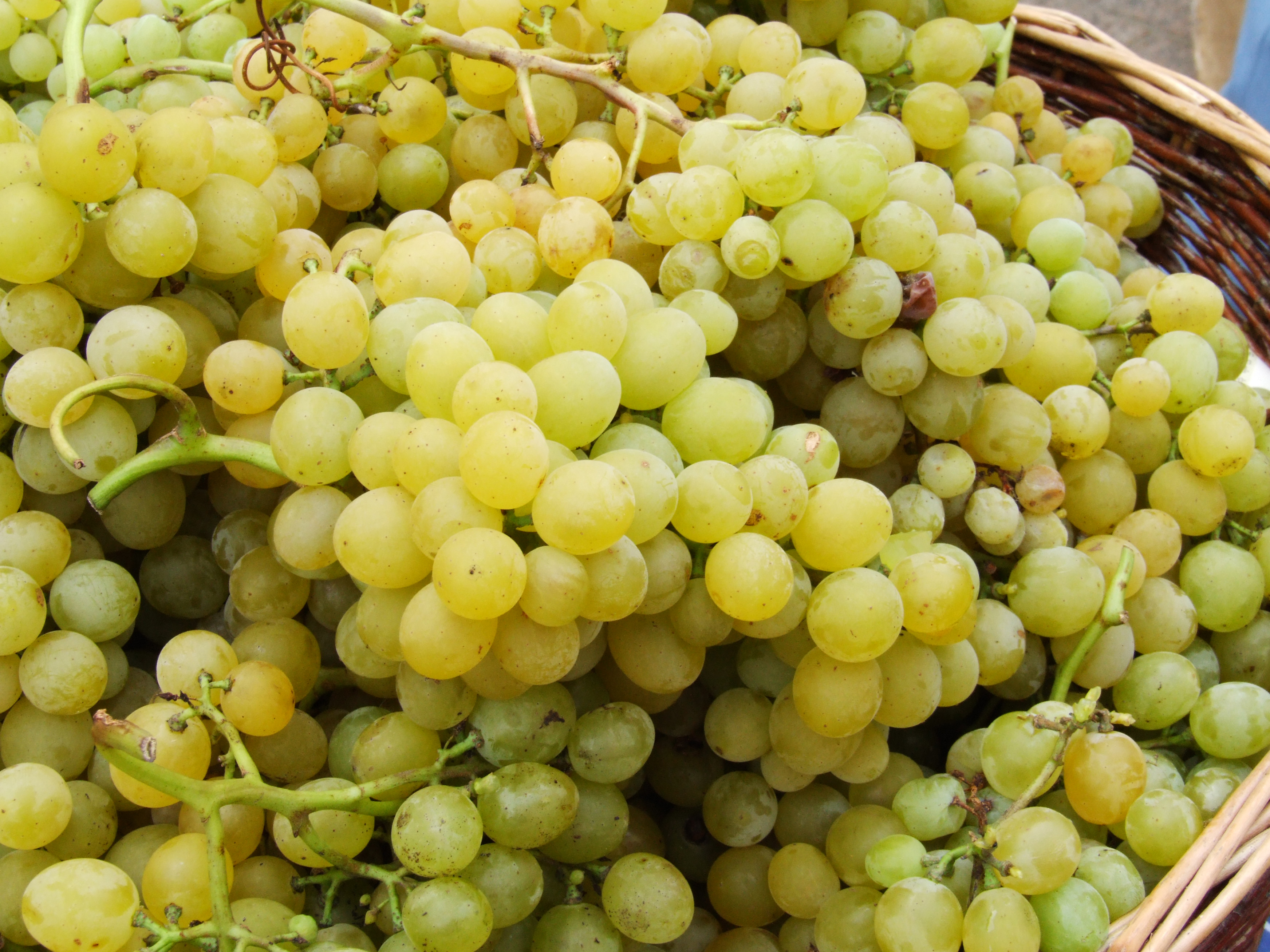
Típicas uvas de fin de año.

En España se utilizan uvas frescas y normalmente de color verde. En otros países, como Portugal o en algunos de Latinoamérica, se comen doce uvas pasas. Sin embargo, la razón de que sean doce no está clara. No se sabe si es por los «doce meses», una uva por cada mes, o si es por las «doce campanadas», una uva por cada toque de campana. Realmente, se podrían compaginar las dos motivaciones. 
Según la tradición, se cree que el que se coma las doce uvas al compás de las campanadas tendrá un año próspero. Ciertas casas comerciales vieron en esta tradición una buena oportunidad de negocio, y a principios de los años 2000 comenzaron a comercializar botes individuales con doce uvas, peladas y sin pepitas.

## Las campanadas en televisión
La retransmisión de las doce campanadas comenzó en Televisión Española en el año 1962; anteriormente se seguía únicamente por radio. Durante muchos años, sobre todo cuando solo existían las dos cadenas de televisión pública, se televisaban desde la Puerta del Sol de Madrid, salvo las de 1973, retransmitidas desde Barcelona.
En el paso de 1983 a 1984, fue la primera ocasión en que, una hora después de la emisión desde la Puerta del Sol, Televisión Española emitió en directo para toda España el paso al año nuevo en Canarias, que ocurre una hora más tarde que en la Península y Baleares. En aquella ocasión se emitió desde Santa Cruz de Tenerife, y desde entonces se iría rotando cada año entre las diferentes islas del archipiélago canario.

## Internacionalización

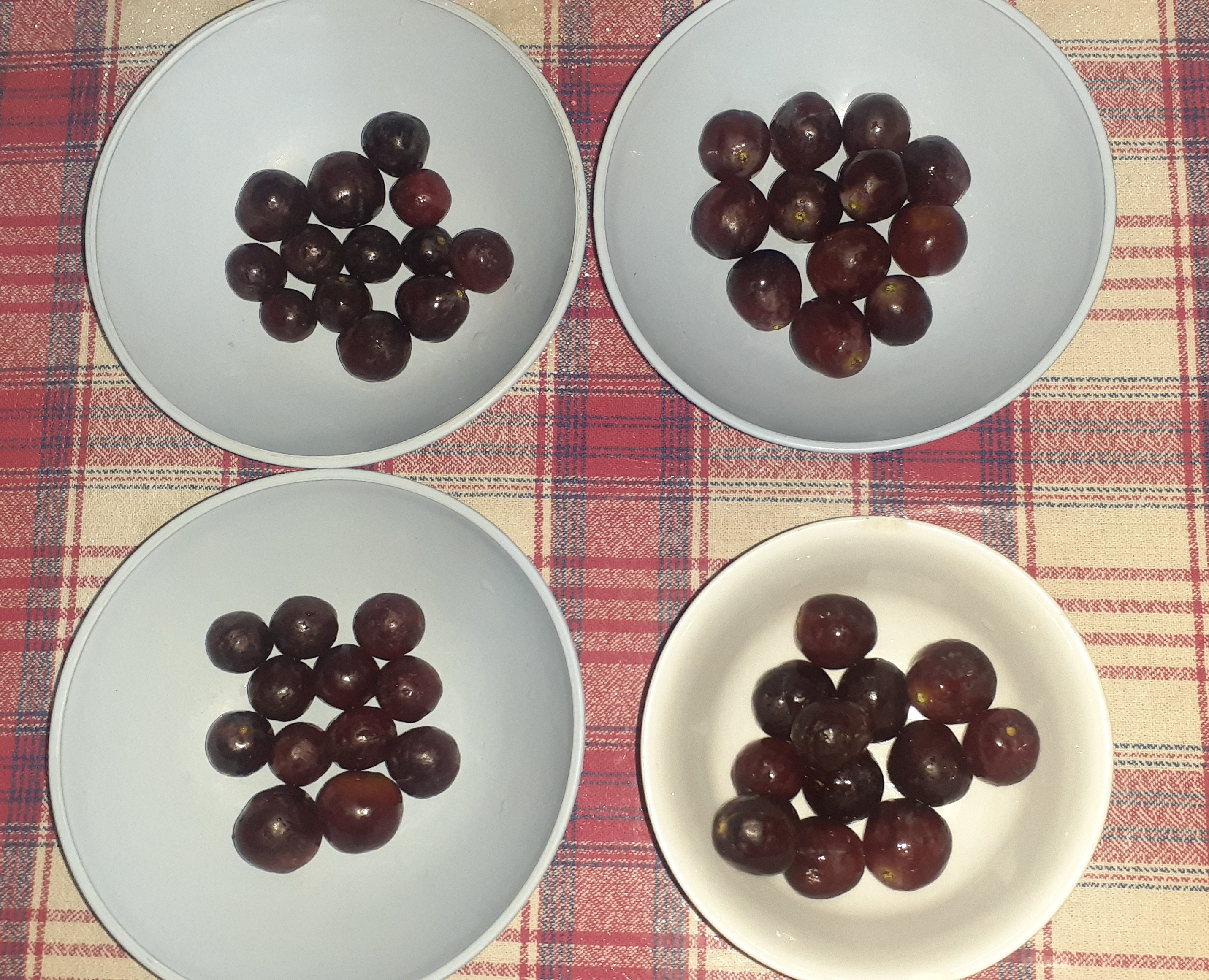
Cuatro cuencos con 12 uvas en Perú.

La tradición se ha expandido a otros países, como Uruguay,México, Ecuador, Perú, Filipinas y Chile, donde se conjuga con otras cábalas de buena suerte, como el uso de la ropa interior amarilla o la vestimenta blanca.